# Наша Крила (футбольний клуб)
«Наша Крила» (сербохорв. FK «Naša Krila Zemun») — югославський футбольний клуб з міста Земун (нині Сербія). Існував з 1947 по 1950 роки.

## Історія
Клуб був заснований як команда військово-повітряних сил Югославії після закінчення Другої світової війни. Відразу після утворення команда була включена в чемпіонат Югославії. Почавши сезон 1947-1948 років у другій лізі чемпіонату Югославії, команда посіла третє місце в підсумковій турнірній таблиці, і наступний сезон 1948-1949 років команда почала вже у вищій лізі югославського чемпіонату. Перший сезон серед найсильніших клубів країни команда завершила на п'ятому місці. У наступному сезоні 1950 року команда розташувалася на підсумковому шостому місці, проте в кінці сезону була розпущена і припинила своє існування.
Клуб став учасником першого розіграшу Кубка Югославії, який відбувся в 1947 році, і починаючи зі стадії 1/16 фіналу зміг дійти до фіналу, який пройшов у Белграді на стадіоні «Партизана» у присутності 50 000 глядачів і завершився з рахунком 2:0 на користь господарів стадіону клубу «Партизан». В наступному році клуб досяг стадії 1/2 фіналу, де в запеклій боротьбі програв клубу «Црвена Звезда» з рахунком 3:4. У 1949 році клуб знову вийшов у фінал кубка Югославії і знову програв «Црвені Звезді» з рахунком 2:3, на цей раз вже на домашньому стадіоні.

## Відомі гравці
- Мілан Адамович
- Йосип Бістріічкі
- Ленко Грчіч
- Володимир Чонч
- Синиша Златкович